# Мухаммад аль-Хабиб
Мухаммед VI аль-Хабиб (Лабиб) (араб. محمد الحبيب‎; 13 августа 1858 — 13 февраля 1929) — бей Туниса и повелитель Тунисского королевства с 8 июля 1922 по 11 февраля 1929. Официально провозглашен беем 10 июля 1922.
Единственный сын принца Мухаммеда аль-Мамуна. 12 мая 1906 назначен наследником престола с титулом Бей аль-Махалла (англ. Bey al-Mahalla) и обращением Ваше Высочество. Вступил на престол со смертью в 1922 своего двоюродного брата Мухаммеда V ан-Насира.
Был трижды женат и имел троих сыновей и двоих дочерей.

## Звания и чины
- Мушир (фельдмаршал) (10.07.1922, Тунис)